# Spoorbrug Kapelsesteenweg
De spoorbrug Kapelsesteenweg is een tweesporige boogbrug over de N11, de Kapelsesteenweg, in Antwerpen. De brug is onderdeel van de hogesnelheidslijn HSL 4 en wordt onder andere door de Thalys gebruikt. Ongeveer 250 meter naast deze spoorbrug ligt de Spoorbrug Bredabaan, grotendeels hetzelfde in aanzien en constructie.

## Afbeeldingen

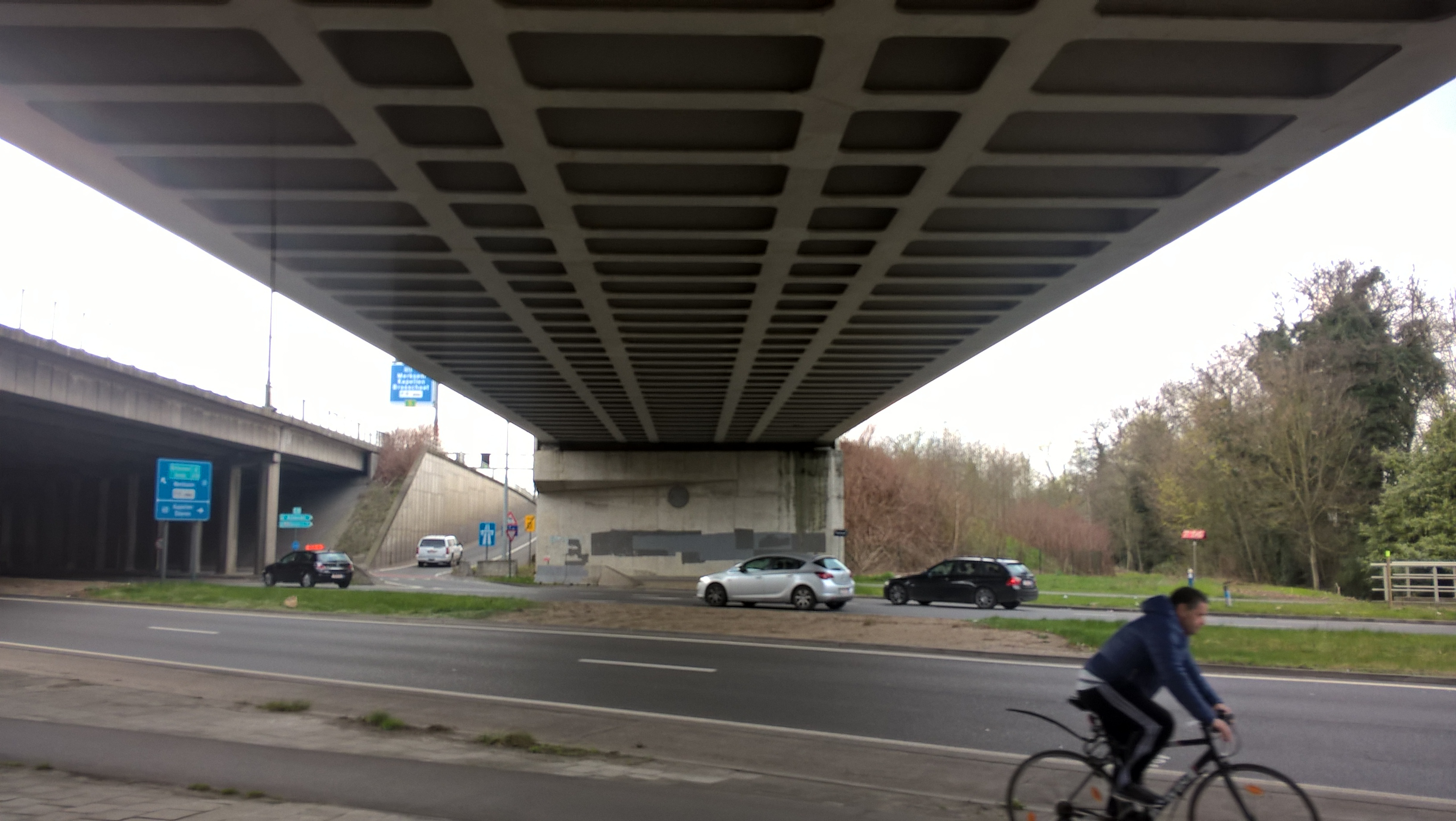
Onderkant brug bestaat uit grid van stalen langs- en dwarsliggers met betonnen dek
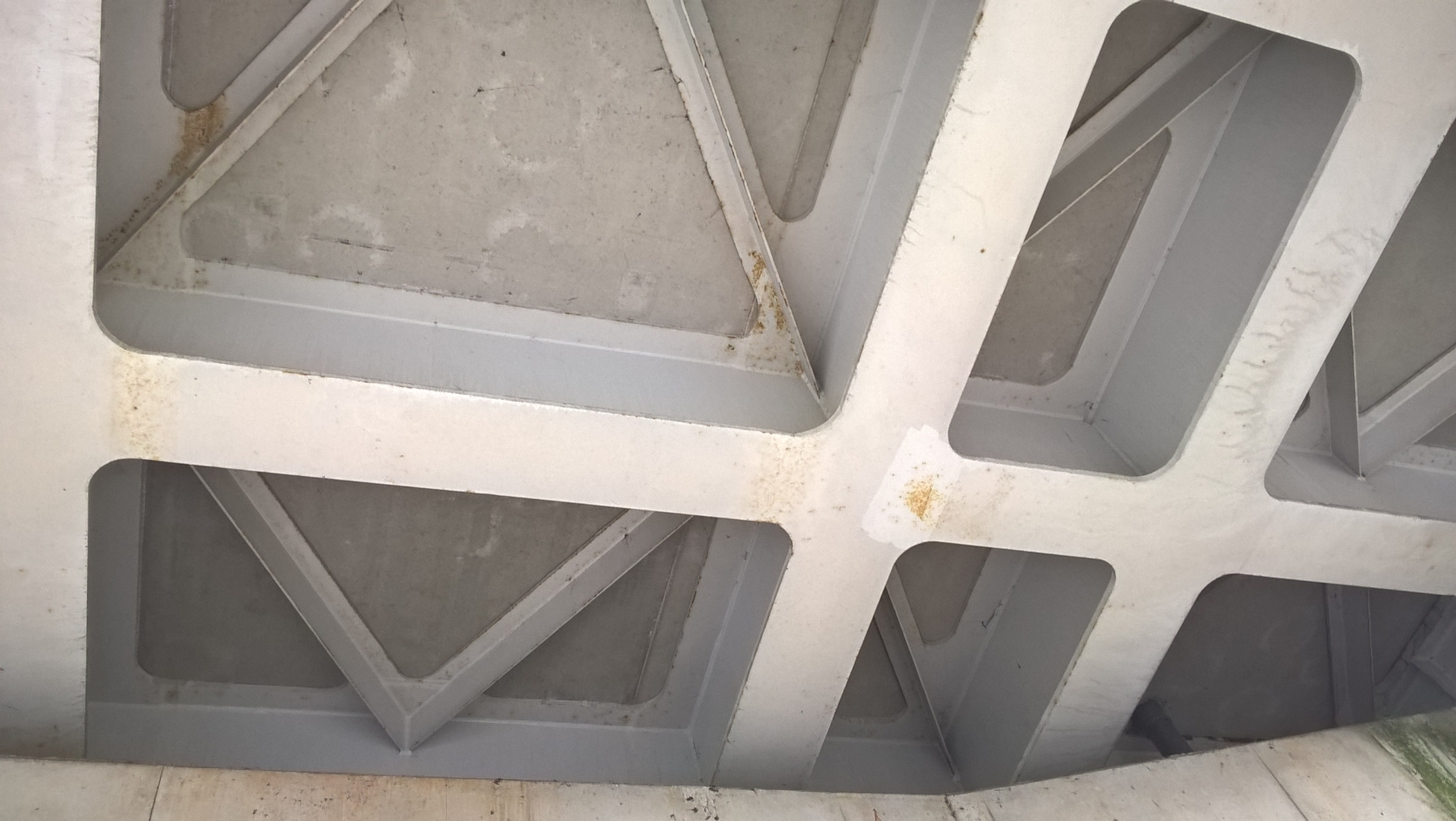
Onderkant brug van dichtbij